# Haiko Hirsch
Haiko Hirsch (* 13. September 1983 in Krefeld) ist ein deutscher Eishockeyspieler, der seit der Saison 2018/19 für die Ratinger Ice Aliens aus der Regionalliga spielt.

## Karriere
Hirsch begann seine Karriere im Nachwuchs der Krefeld Pinguine, wo er während der Saison 2000/01 mit der Juniorenmannschaft in der Deutschen Nachwuchsliga aktiv war. Dort konnte er in 38 Ligaspielen 46 Scorerpunkte erzielen und gehörte somit zu den teamintern punktbesten Stürmern. Im Sommer 2001 schloss er sich dem damals neu gegründeten Grefrather EC aus der Regionalliga NRW an. Nach drei Spielzeiten verließ er den GEC und wechselte zum Ligakonkurrenten Black Devils Niederrhein. Dort konnte er sich erneut steigern und erzielte in den zwei Jahren, in denen er in Moers unter Vertrag stand, 99 Punkte in 70 Partien. Daraufhin wurden die Verantwortlichen des niederländischen Erstligisten Smoke Eaters Geleen auf den damals 23-jährigen aufmerksam und unterbreitete ihm ein Vertragsangebot. Hirsch entschied sich für den Einjahresvertrag und ging daraufhin in der Eredivisie aufs Eis.
In den Niederlanden kam Hirsch lediglich auf zehn Ligaeinsätze und weitere drei Partien im Challenge Cup, dem Pokalwettbewerb. Nachdem er mit den Smoke Eaters nicht die Play-offs erreichen konnte und sein Vertrag nicht verlängert worden war, entschloss er sich, nach Deutschland zurückzukehren. Schließlich nahm ihn das Management des Herner EV 2007 unter Vertrag, mit dem er zum Ende der Spielzeit 2007/08 in die Oberliga aufstieg. Dem neuerlichen Erfolg zum Trotz, verließ er den HEV nach nur einer Saison wieder und wechselte zur Spielzeit 2008/09 in die Regionalliga NRW zum Rivalen EHC Dortmund. Mit den Elchen stieg Hirsch zum Ende der Saison in die Oberliga auf. Anschließend wechselte er zum EV Duisburg in die Regionalliga.
Am 17. Oktober 2010 wurde der Wechsel von Hirsch zum Oberligisten Neusser EV bekannt gegeben. Dort sowie eine Saison später bei der Kooperation zwischen den Preußen Krefeld, dem KEV 81 sowie den Krefeld Pinguinen kam Hirsch beruflich bedingt nur auf wenige Partien.
Zur Saison 2012/13 wechselte Hirsch ebenfalls beruflich veranlasst zu den Eisbären Heilbronn. Dort konnte er in den Jahren 2012/13 und 2013/14 die Regionalligameisterschaft gewinnen. In der Saison 2014/15 wechselte er während der Saison zum SC Bietigheim-Bissingen und spielte dort für die Amateure, mit denen er in der Saison 2017/18 ebenfalls Regionalligameisterschaft gewinnen konnte.
Zur aktuellen Saison 2018/19 wechselte Hirsch zu den Ratinger Ice Aliens in die Regionalliga NRW.
Insgesamt konnte Hirsch 5 mal die Regionalligameisterschaft gewinnen.

## Erfolge und Auszeichnungen
- 2008 Regionalligameister und Oberligaaufsteiger mit dem Herner EV
- 2009 Regionalligameister und Oberligaaufsteiger mit dem EHC Dortmund
- 2013 Regionalligameister und mit den Eisbären Heilbronn
- 2014 Regionalligameister mit den Eisbären Heilbronn
- 2018 Regionalligameister mit dem SC Bietigheim-Bissingen 1b Yound Steelers

## Karrierestatistik
(Legende zur Spielerstatistik: Sp oder GP = absolvierte Spiele; T oder G = erzielte Tore; V oder A = erzielte Assists; Pkt oder Pts = erzielte Scorerpunkte; SM oder PIM = erhaltene Strafminuten; +/− = Plus/Minus-Bilanz; PP = erzielte Überzahltore; SH = erzielte Unterzahltore; GW = erzielte Siegtore; 1 Play-downs/Relegation; Kursiv: Statistik nicht vollständig)